# Portic

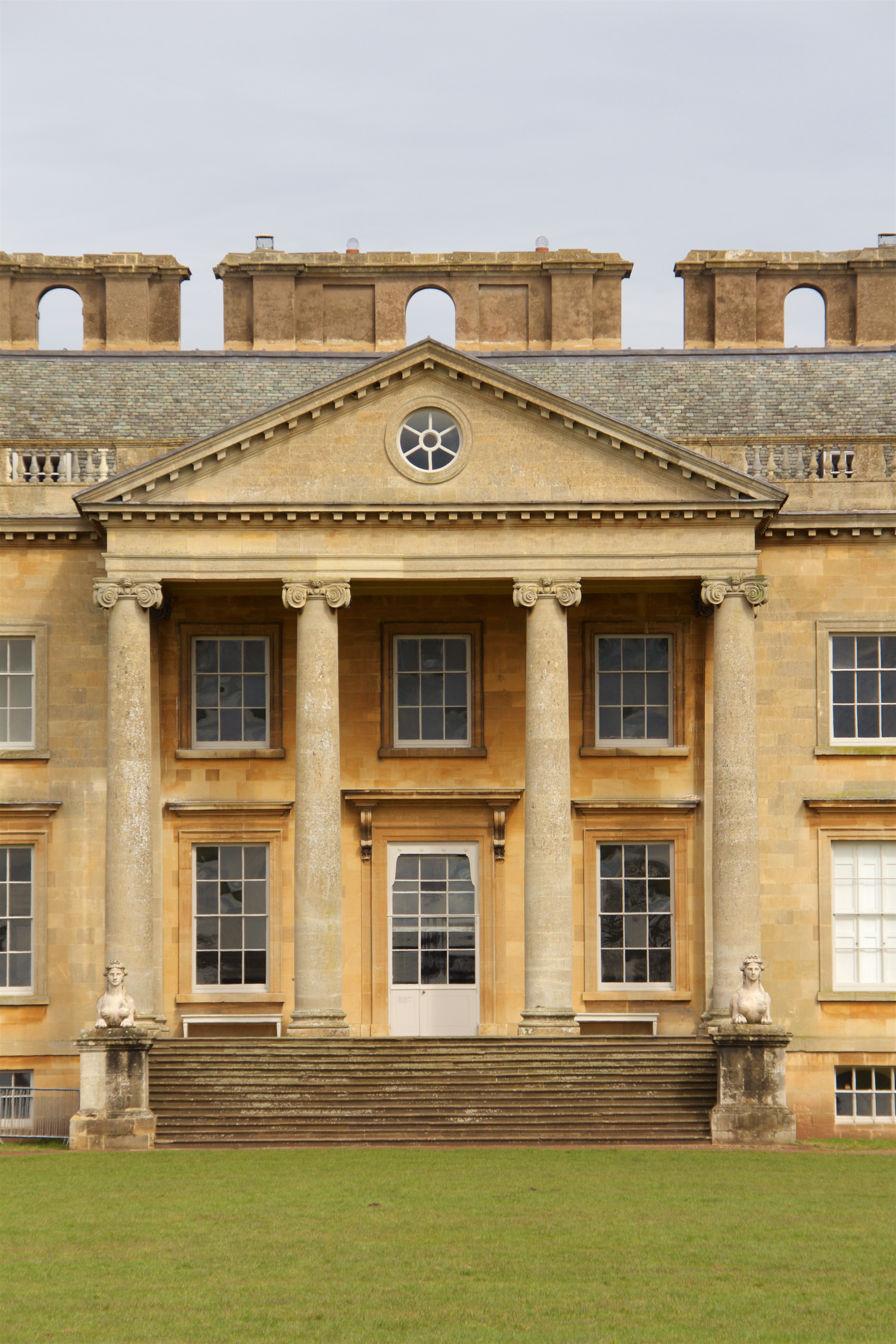
Porticul Curții Croome din Croome D'Abitot (Anglia)

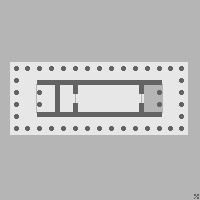
Diagrama unui templu cu locația pronaosului evidențiată

Un portic este un pridvor care duce la intrarea unei clădiri, sau extins ca o colonadă, cu o structură de acoperiș peste o pasarelă, susținută de coloane sau închisă de pereți. Ideea a fost folosită pe scară largă în Grecia antică și a influențat multe culturi, inclusiv cele mai multe culturi occidentale.
Câteva exemple remarcabile de porticuri sunt Porticul de Est al Capitoliului Statelor Unite, porticul care decorează Panteonul din Roma și porticul de la University College London. Porticurile sunt deseori acoperite cu frontoane. Andrea Palladio a fost un pionier al folosirii fronturilor templelor pentru clădiri seculare. În Marea Britanie, frontul templului aplicat la The Vyne, a fost primul portic aplicat unei case de țară englezești.
Un pronaos e zona interioară a porticului unui templu grec sau roman, situat între colonada sau zidurile porticului și intrarea în altar. Templele romane aveau de obicei un pronaos deschis, de obicei cu doar coloane și fără ziduri. Cuvântul pronaos (πρόναος) este grecescul pentru „înaintea unui templu”. În latină, un pronaos e numit și anticum sau prodomus.

## Tipuri
Diferitele variante ale porticurilor sunt denumite după numărul de coloane pe care le au. Sufixul „stil” provine de la grecescul στῦλος, „coloană”.

### Tetrastil

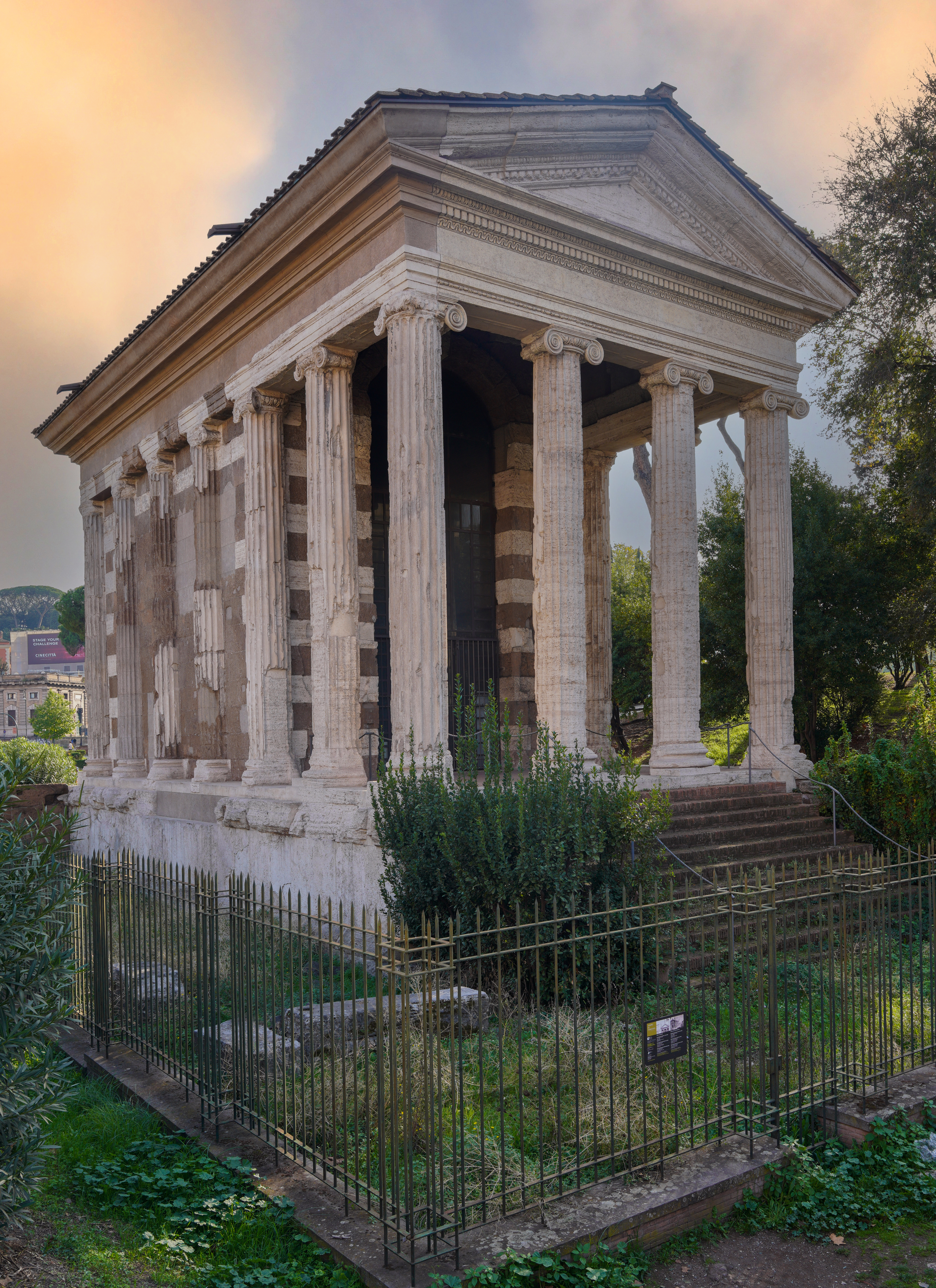
Templul lui Portunus din Roma, cu porticul său în tetrastil de patru coloane ionice

Tetrastilul are patru coloane; a fost folosit în mod obișnuit de greci și etrusci pentru structuri mici, cum ar fi clădirile publice și amfiprostiluri.
Romanii au favorizat porticul cu patru coloane pentru templele lor pseudoperipterale, cum ar fi Templul lui Portunus și pentru templele amfiprostile, cum ar fi Templul lui Venus și al Romei, și pentru porticurile de intrări în prostil ale clădirilor publice mari, cum ar fi Bazilica lui Maxentius. Capitale romane de provincie au manifestat, de asemenea, construcții în tetrastil, cum ar fi Templul Capitolin din Volubilis.
Porticul de Nord al Casei Albe e probabil cel mai notabil portic cu patru coloane din Statele Unite.

### Hexastil
Clădirile în hexastil (sau exastil) aveau șase coloane și aveau fațada standard în arhitectura dorică greacă canonică între perioada arhaică 600-550 î.Hr. până la Epoca lui Pericle 450-430 î.Hr..

#### Hexastilul grec

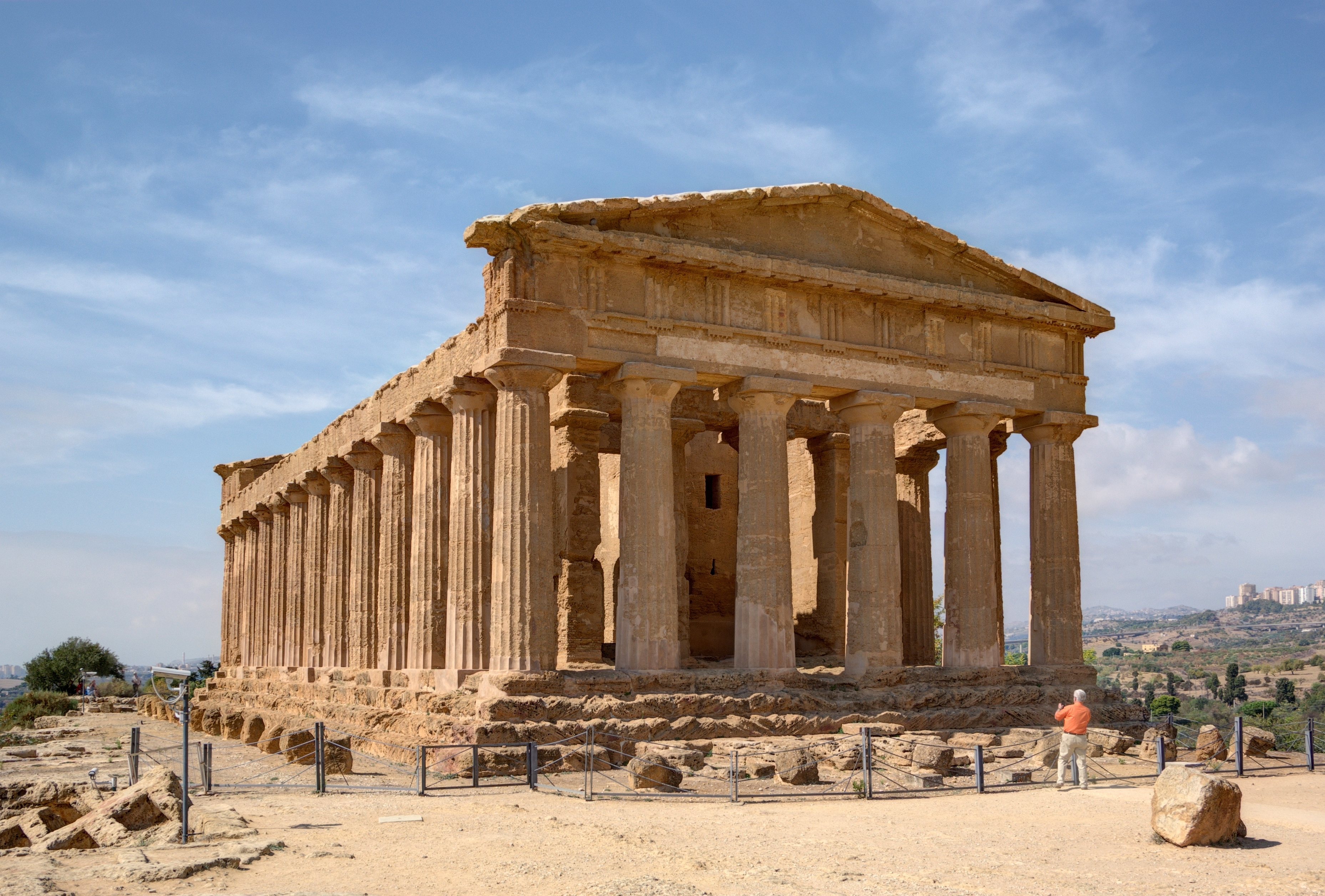
Templul Concordiei din Agrigento în hexastil (c. 430 î.Hr.)

Niște exemple cunoscute de temple grecești dorice în hexastil: 
- Grupul din Paestum, compus din Templul Herei (circa 550 î.Hr.), Templul lui Apollo (circa 450 î.Hr.), primul Templu al Atenei („Bazilica”) (circa 500 î.Hr.) și al doilea Templu al Herei (460-440 î.Hr.)
- Templul Afaiei din Eghina (circa 495 î.Hr.)
- Templul E din Selinunte (465–450 î.Hr.), dedicat Herei
- Templul lui Zeus din Olympia, acum o ruină
- Templul F sau așa-zisul „Templu al Concordiei” din Agrigento (circa 430 î.Hr.), unul dintre cele mai bine conservate temple grecești clasice, păstrându-și aproape tot peristilul și antablamentul
- „Templul neterminat” din Segesta (circa 430 î.Hr.)
- Templul lui Hefaistos, mai jos de Acropola din Atena, cunoscut pentru o perioadă îndelungată ca „Theseum-ul” (449–444 î.Hr), de asemenea unul dintre cele mai intacte temple grecești care a supraviețuit din antichitate
- Templul lui Poseidon de pe Capul Sounio (circa 449 î.Hr.)[2]

Hexastilul a fost aplicat și templelor ionice, cum ar fi porticul prostil al sanctuarului Atenei de pe Erehteion, în Acropola Ateniană.

#### Hexastilul roman
Odată cu colonizarea de către grecii din sudul Italiei, hexastilul a fost adoptat de etrusci și ulterior dobândit de romani. Gustul roman a favorizat clădirile înguste pseudoperipterale și amfiprostile cu coloane înalte, ridicate pe podiumuri ca să dea măreție adăugată conferită de înălțimea considerabilă. Maison Carrée-ul din Nîmes (Franța) e cel mai bine conservat templu roman în hexastil care a supraviețuit din antichitate.

### Octostil

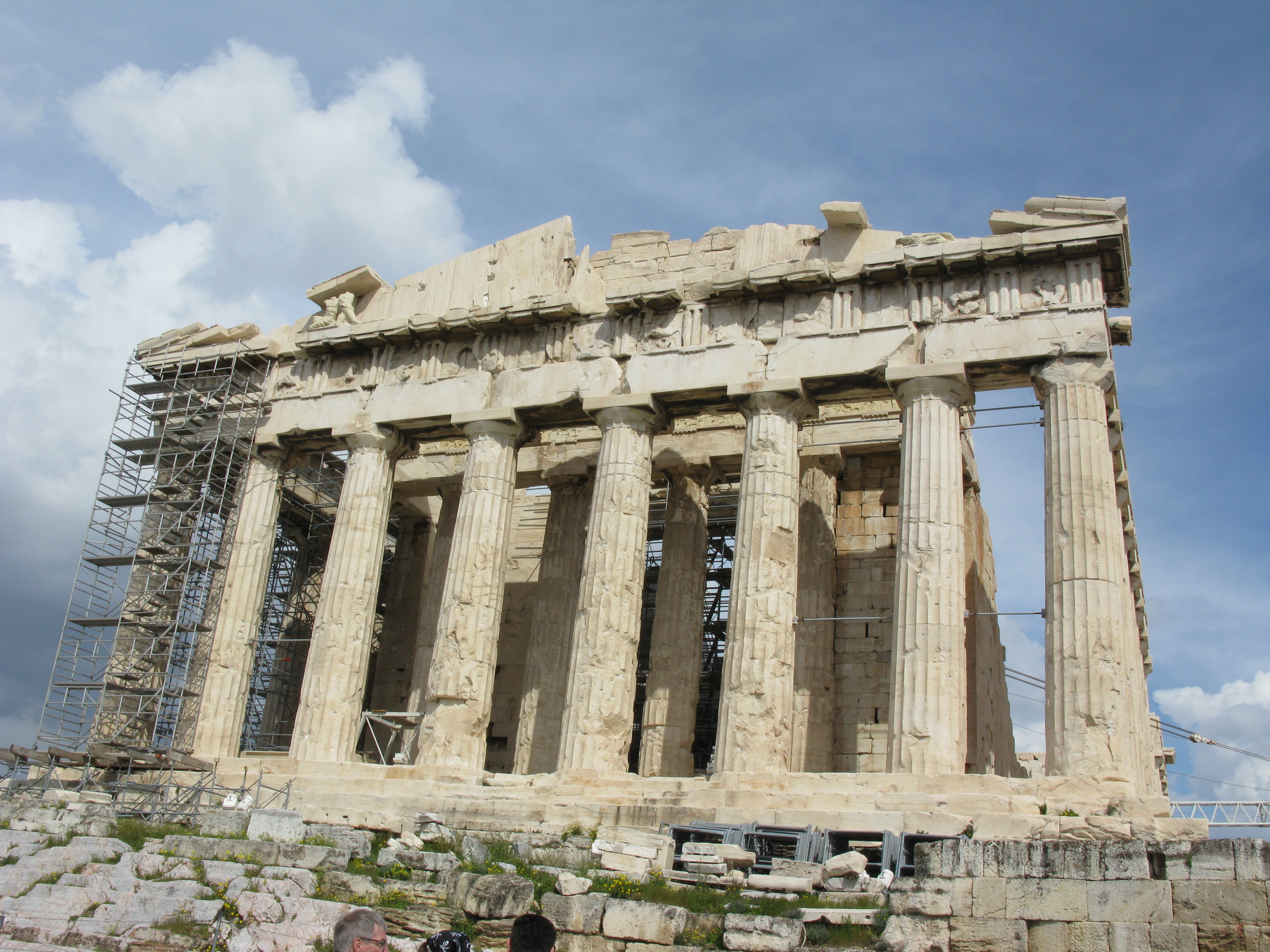
Partea vestică a Partenonului din Atena în octostil

Clădirile în octastil aveau opt coloane; erau considerabil mai rare decât cele în hexastil din canonul arhitectural clasic grec. Cele mai cunoscute clădiri în octastil care au supraviețuit din antichitate sunt Partenonul din Atena, construit în Epoca lui Pericle (450–430 î.e.n.) și Panteonul din Roma (125 d.Hr.). Templul distrus al lui Divus Augustus din Roma, centrul cultului augustan, e prezentat pe monedele romane din secolul al II-lea d.Hr. ca fiind construit în octostil.

### Decastil
Decastilul are zece coloane; la fel ca la templul lui Apollo Didymaeus din Milet și la porticul Universității din Londra.

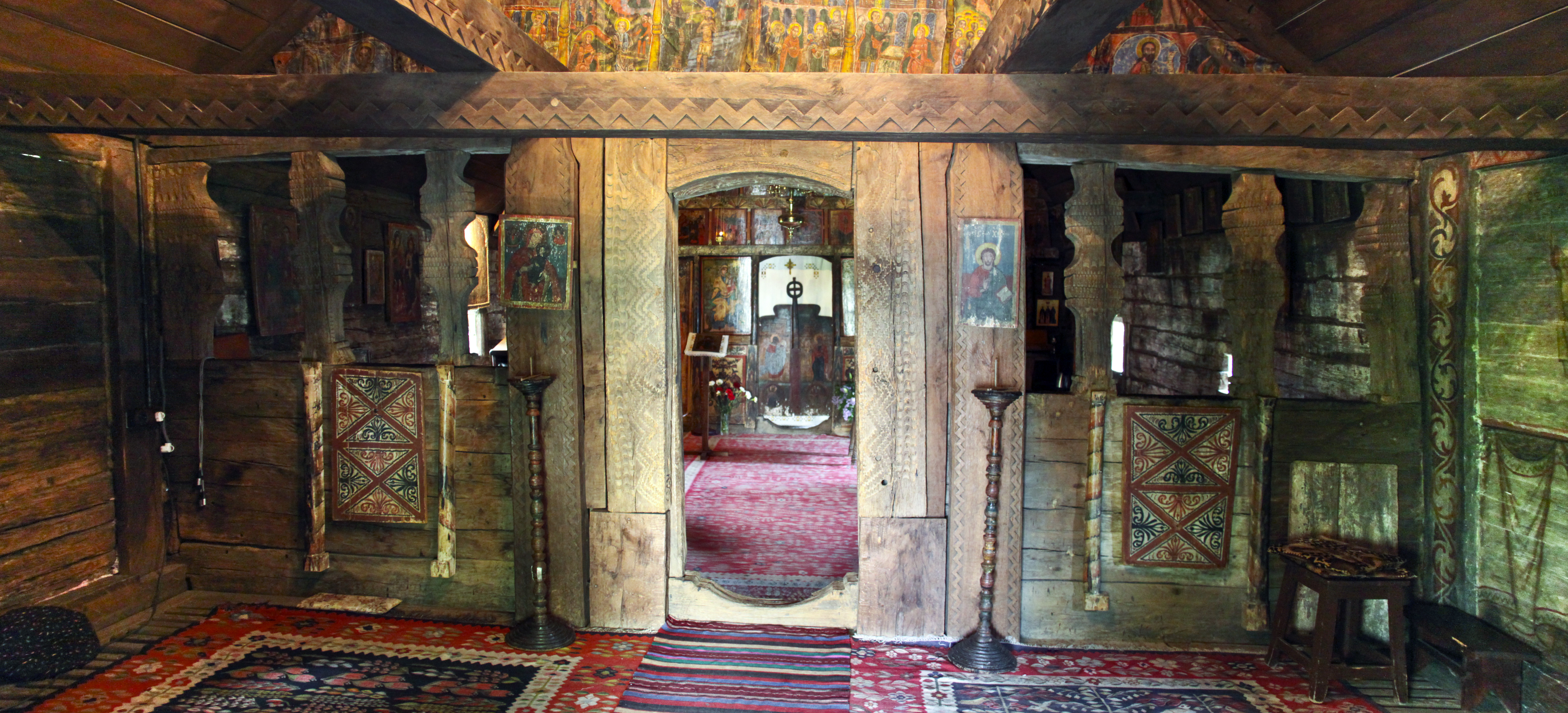
Pronaosul bisericii de lemn din Craiova, cu intrarea în naos

Singurul portic roman în decastil cunoscut e la Templul lui Venus și al Romei, construit de Hadrian în jurul anului 130 d.Hr..

### Pronaosul bisericesc
Pronaosul (cunoscut și ca nartex) este partea bisericilor creștine (situată la intrare) care precedă naosul. Pronaosul mai este numit popular și tinda femeilor.

## Galerie
Scurtă istorie vizuală a porticurilor

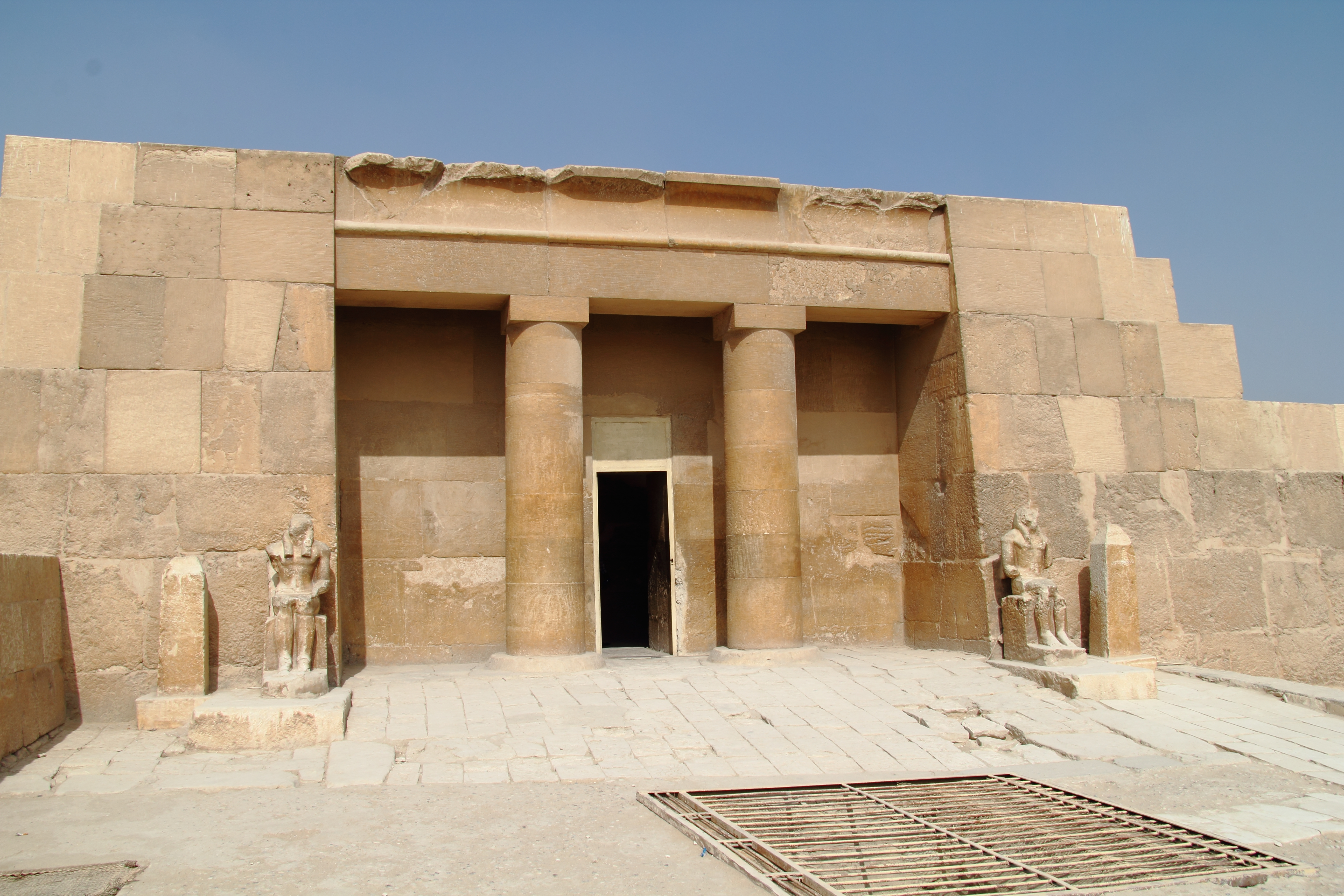
Portic egiptean antic al Mastabei lui Seshemnefer al IV-lea (Complexul de Piramidele din Giza, Egipt)
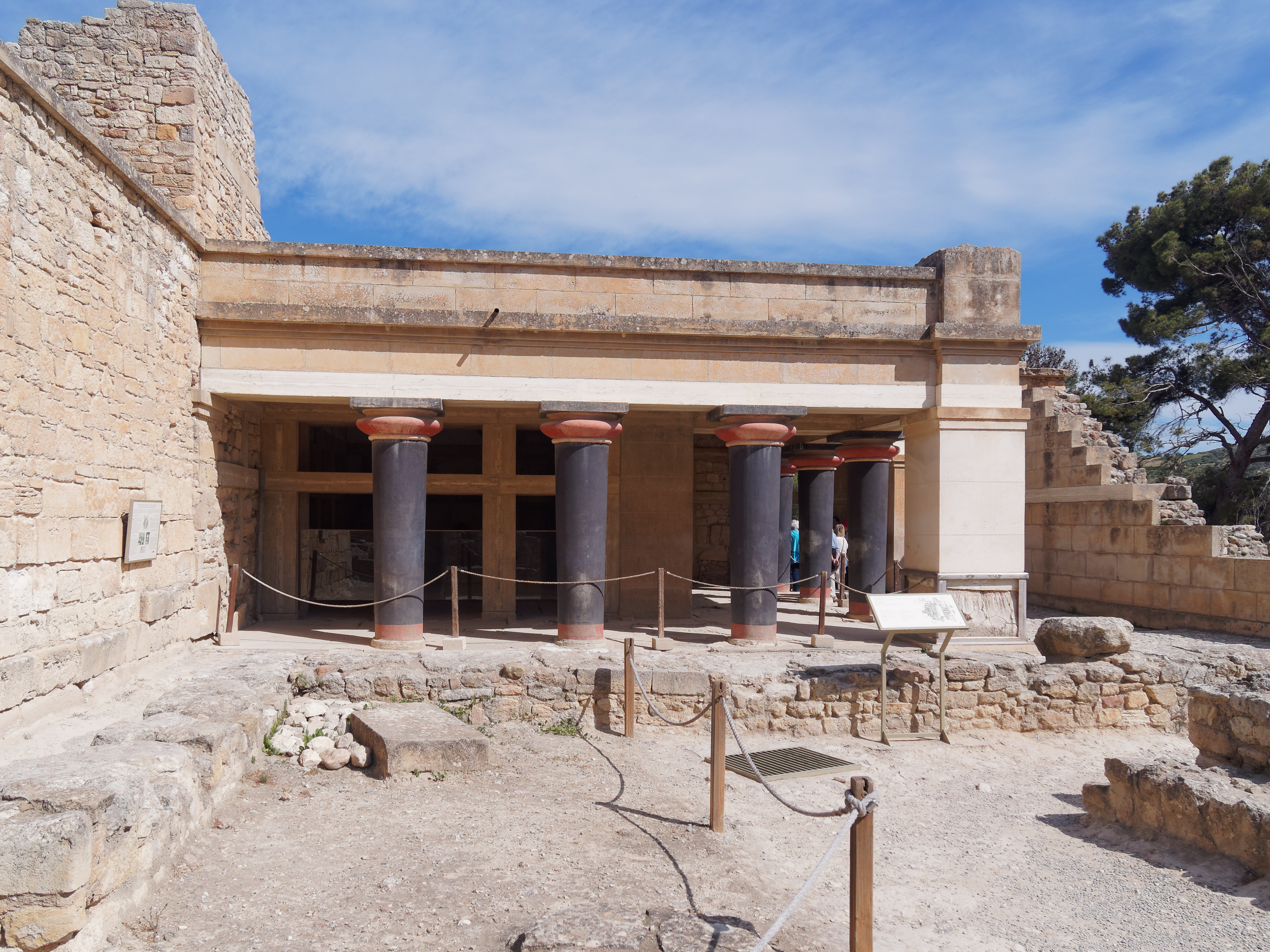
Portic minoic al Palatului din Cnossos (Creta, Grecia)
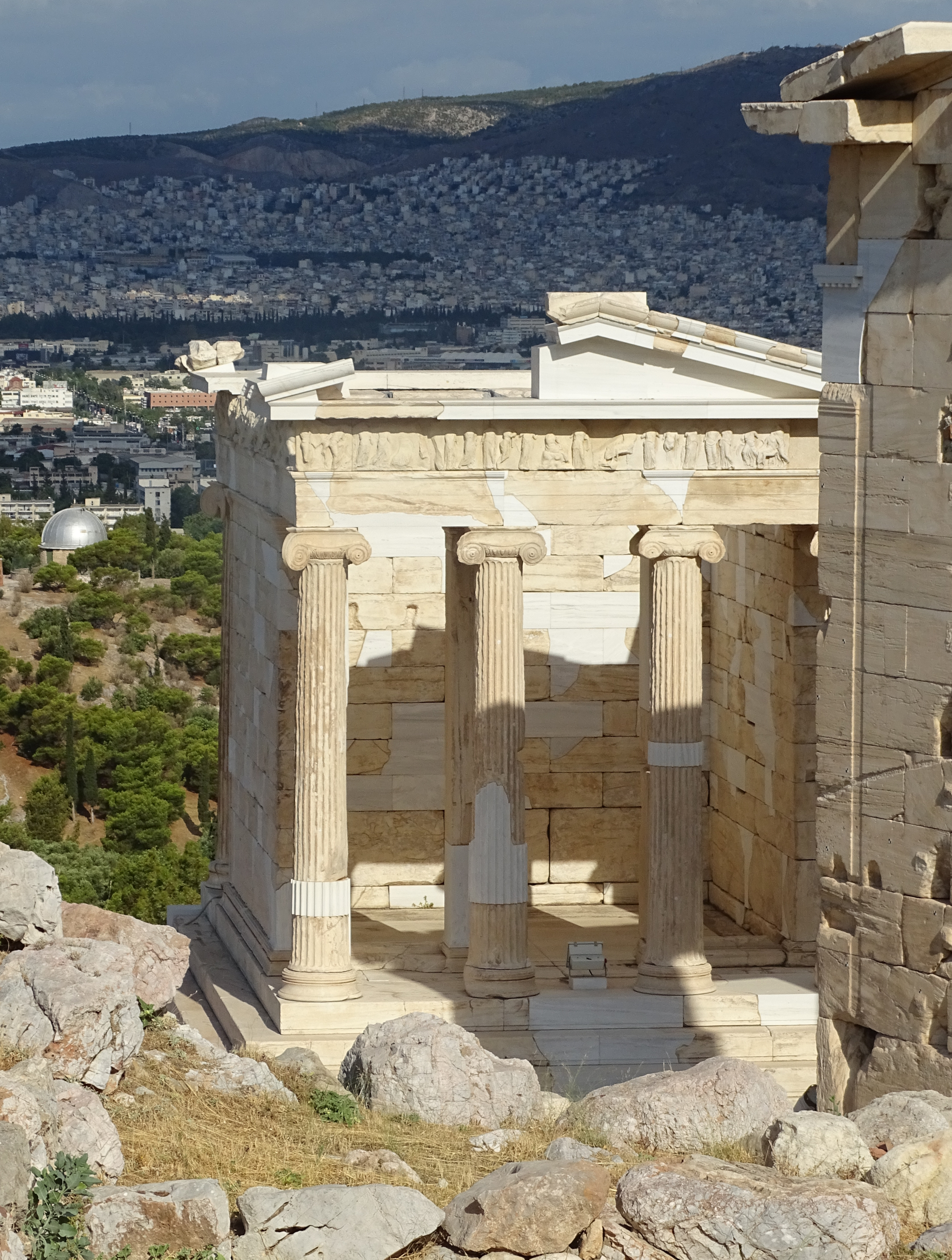
Portic grec antic cu coloane ionice al Templului Atenei Nike (Atena)
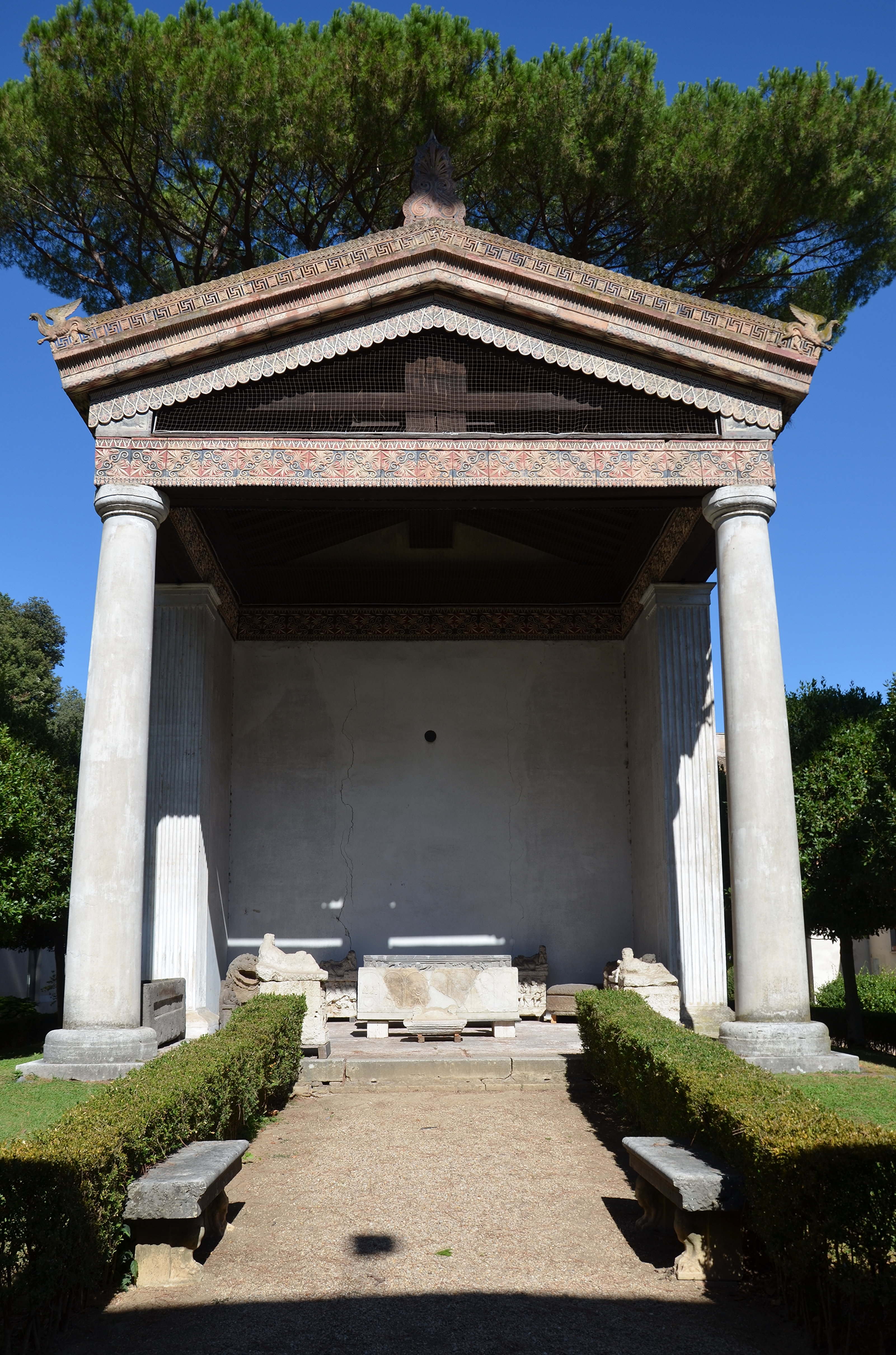
Portic etrusc al unui templu, construit între 1889 și 1890 pe baza ruinelor găsite în Alatri, acum în Muzeul Național Etrusc al Vilei Giulia (Roma)
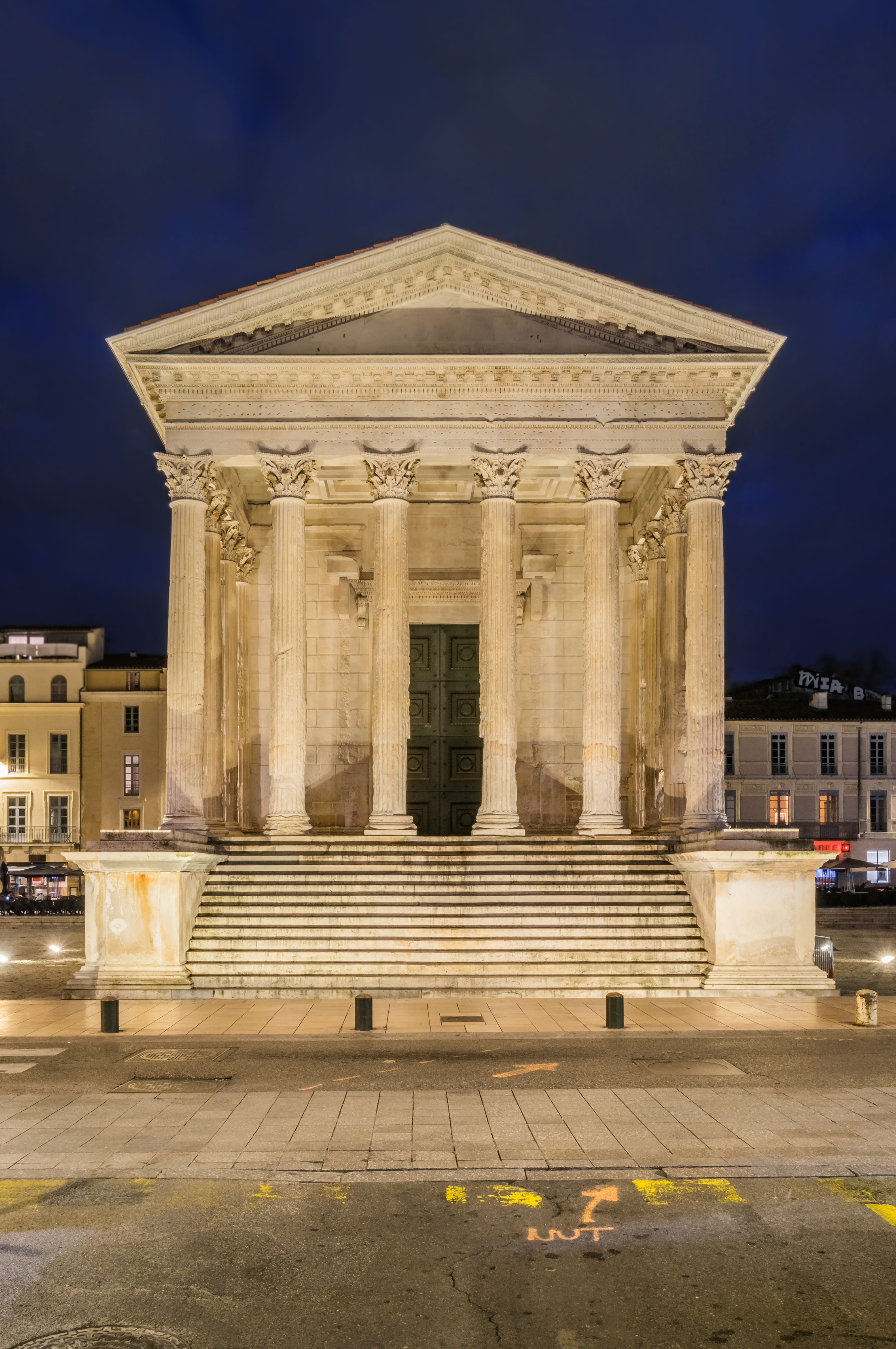
Portic roman antic al Maison Carrée (Nîmes, Franța)
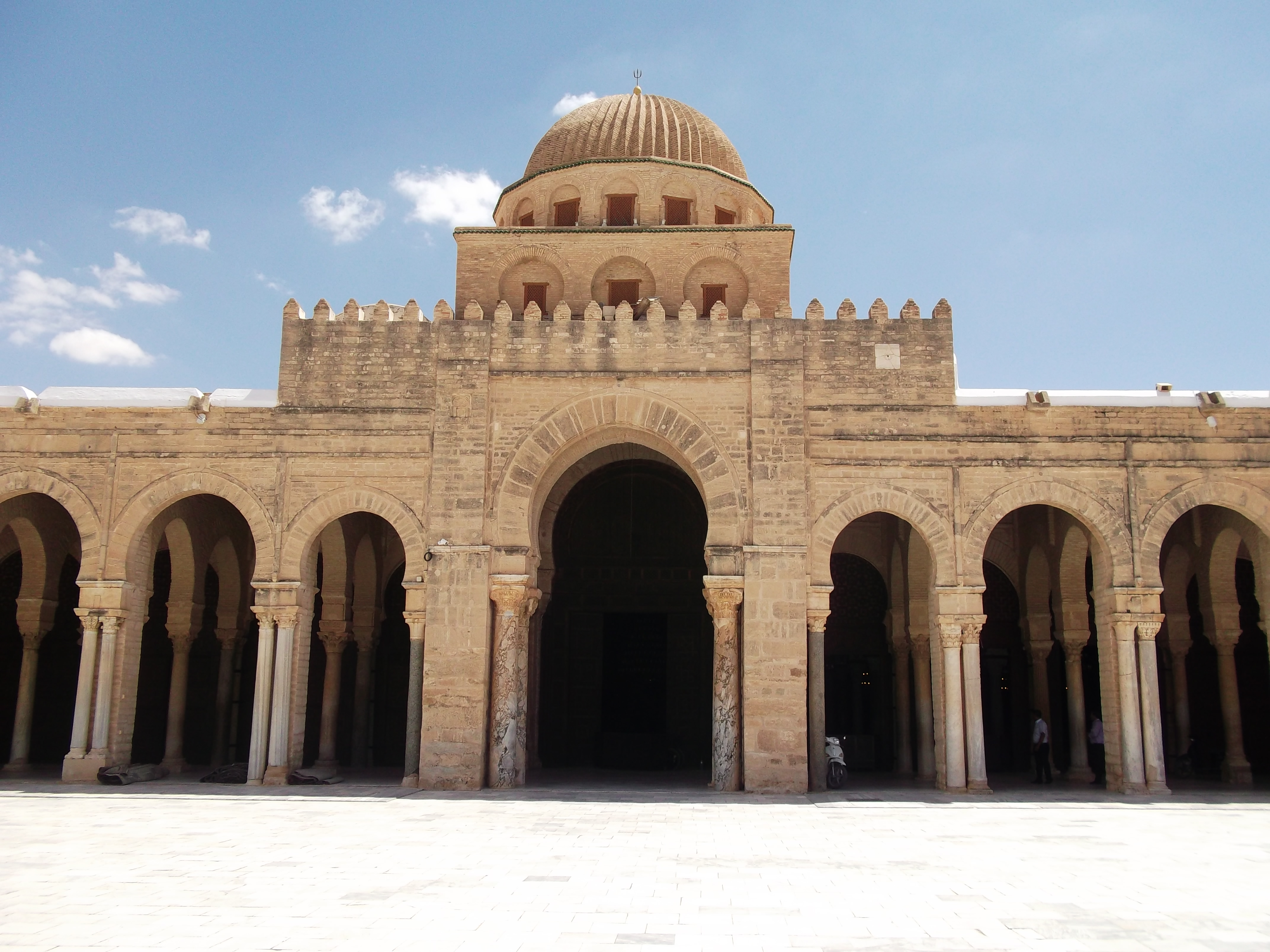
Portic islamic al Marea Moschee din Kairouan (Kairouan, Tunisia)
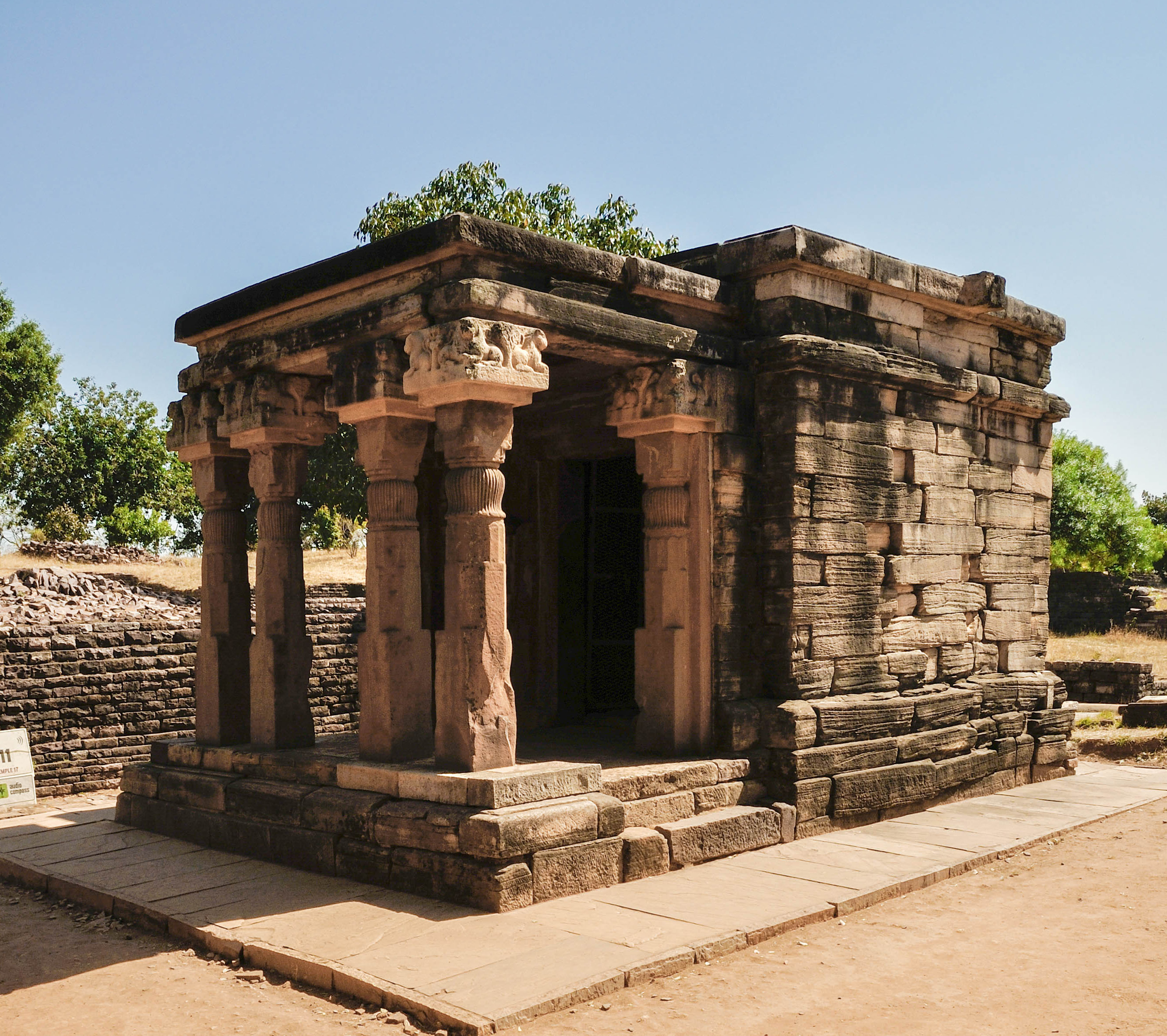
Portic indian al Templului Sanchi 17 (Sanchi, India)
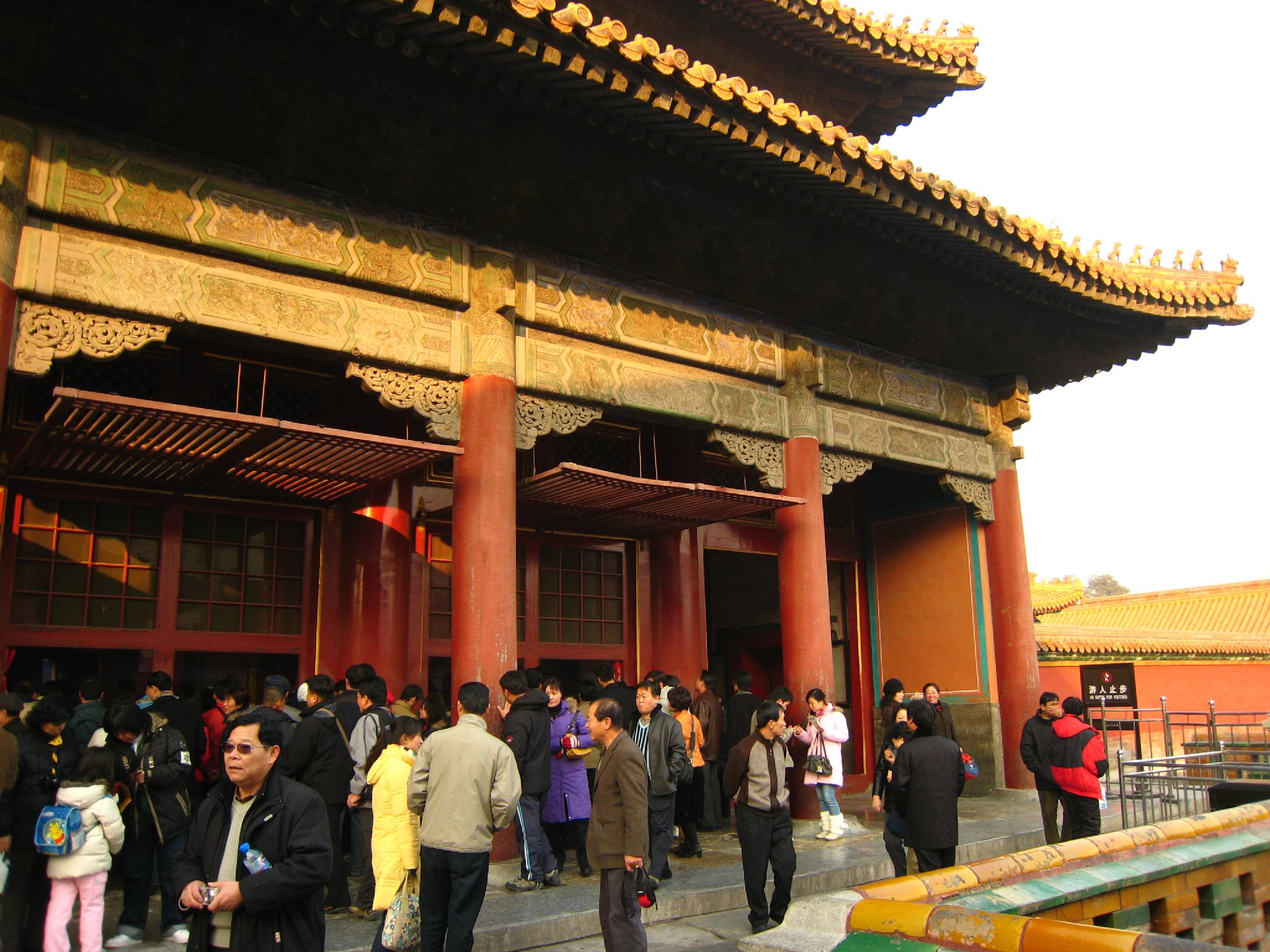
Portic chinez al Orașului Interzis (Beijing, China)
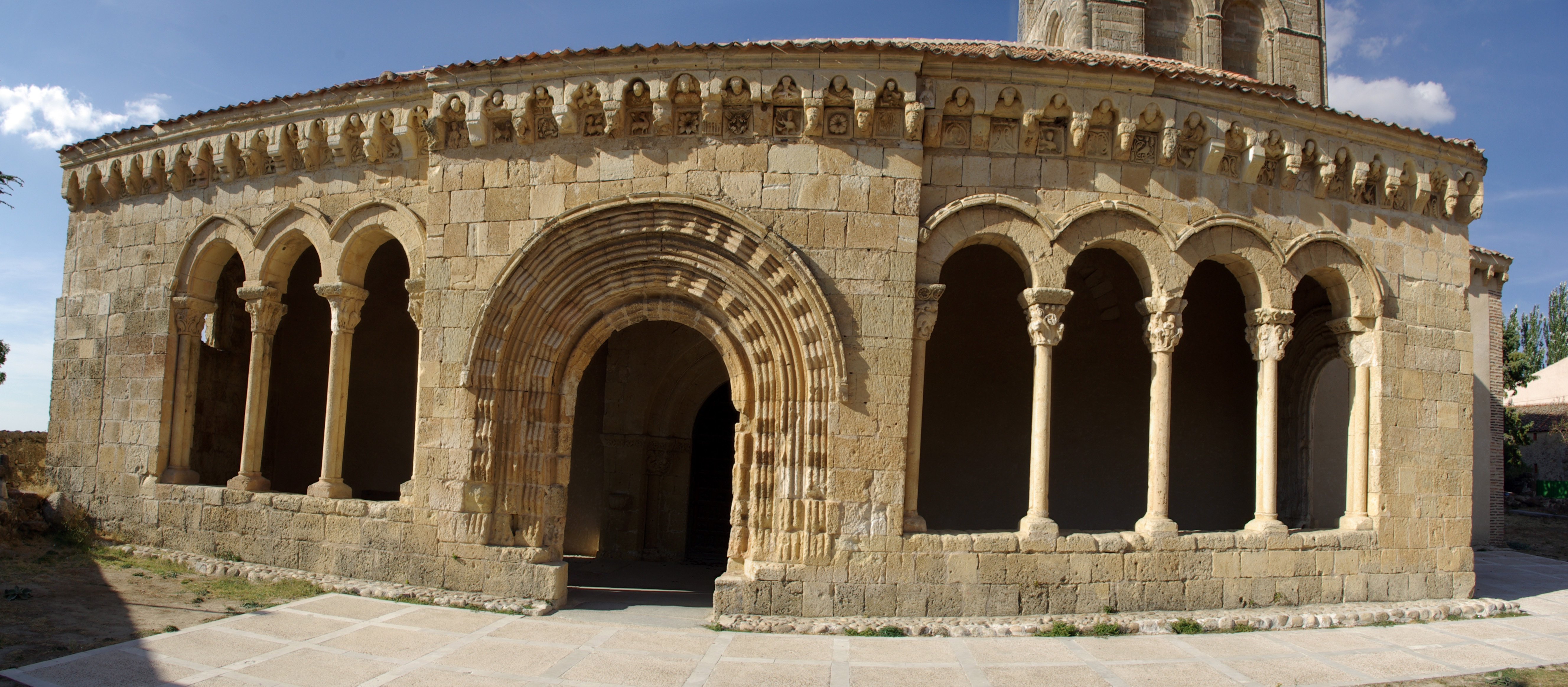
Portic romanic al Bisericii San Miguel (Sotosalbos, Spania)
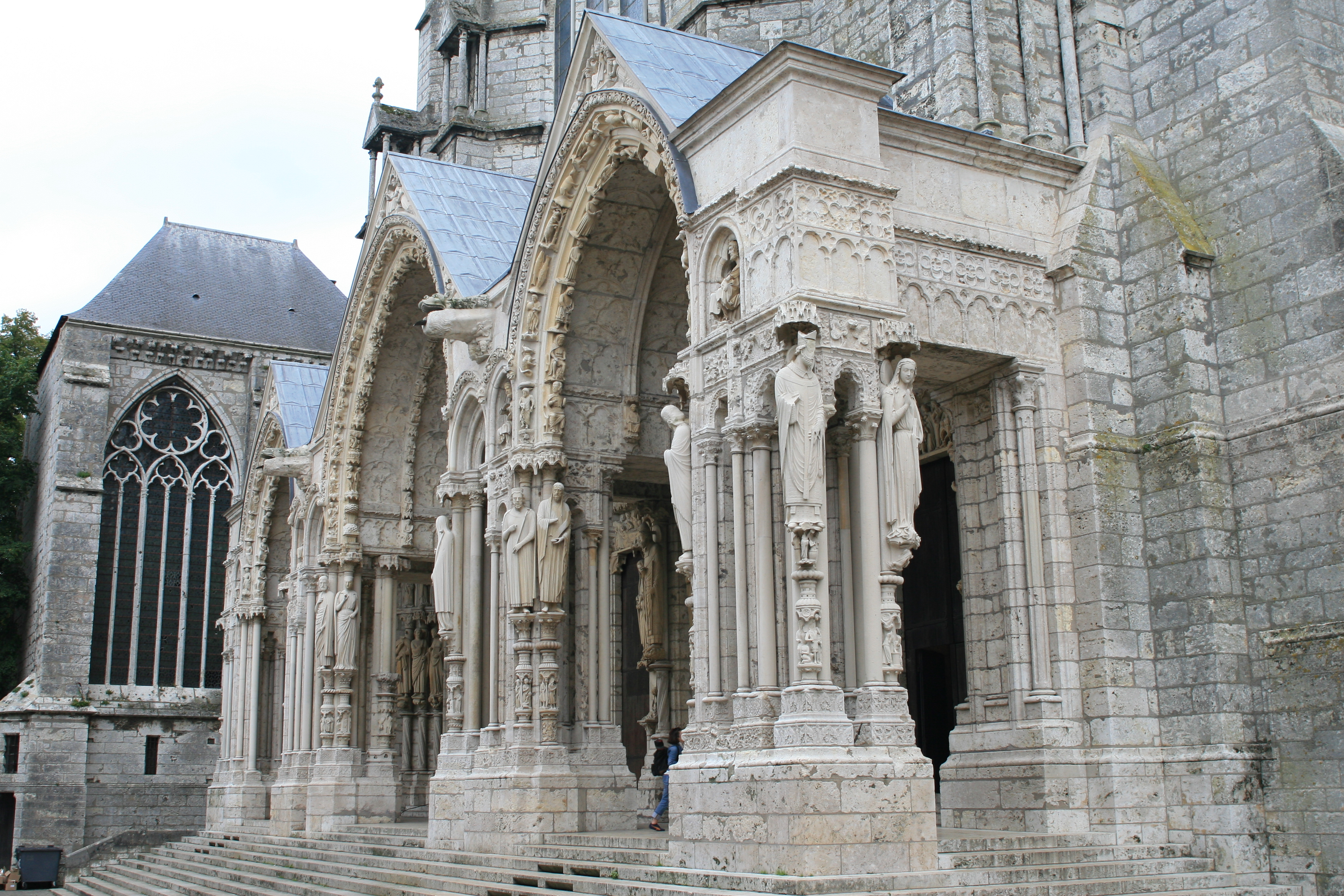
Portic gotic al Catedralei Notre-Dame din Chartres (Chartres, Franța)
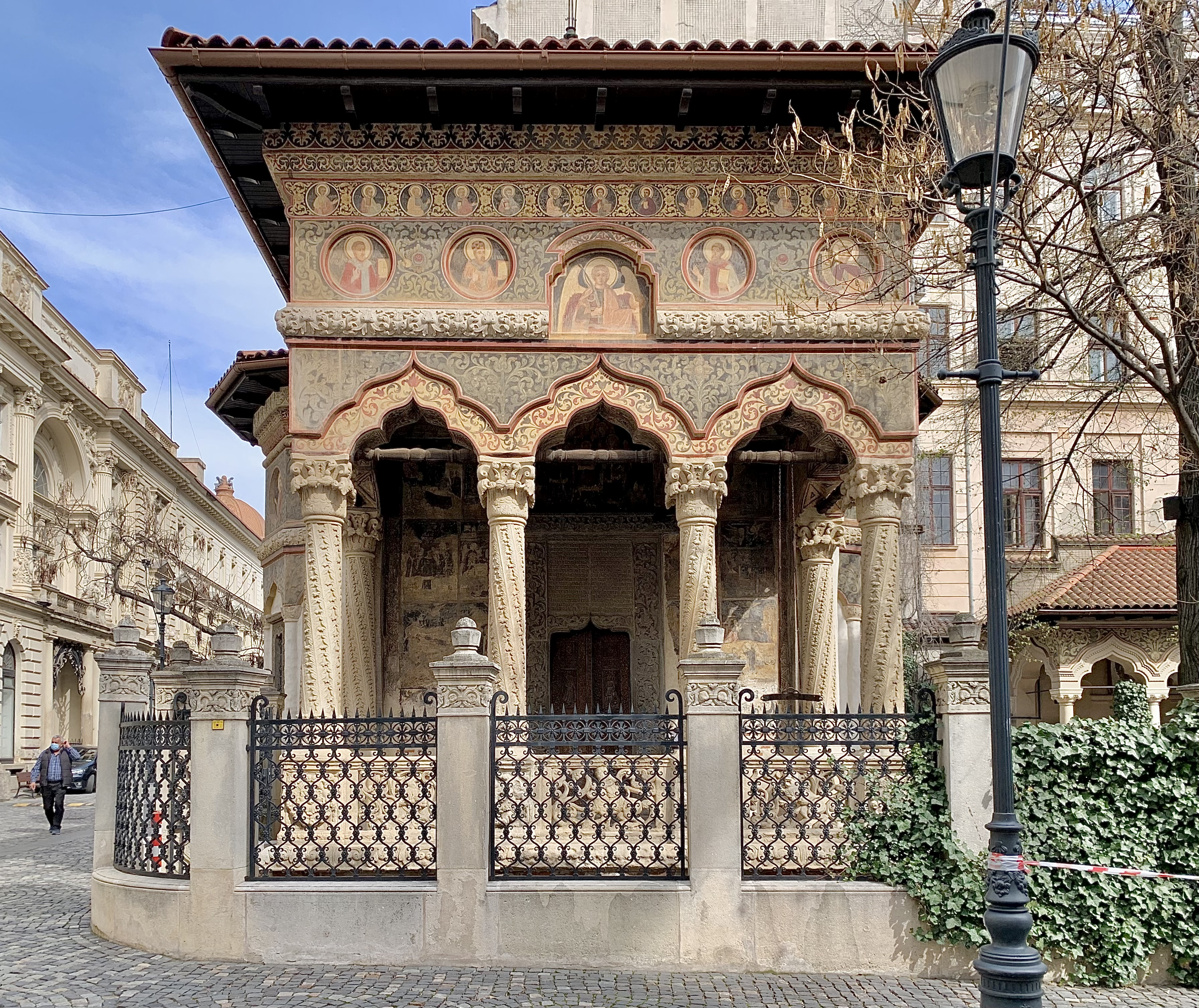
Portic brâncovenesc al Bisericii Stavropoleos (București)
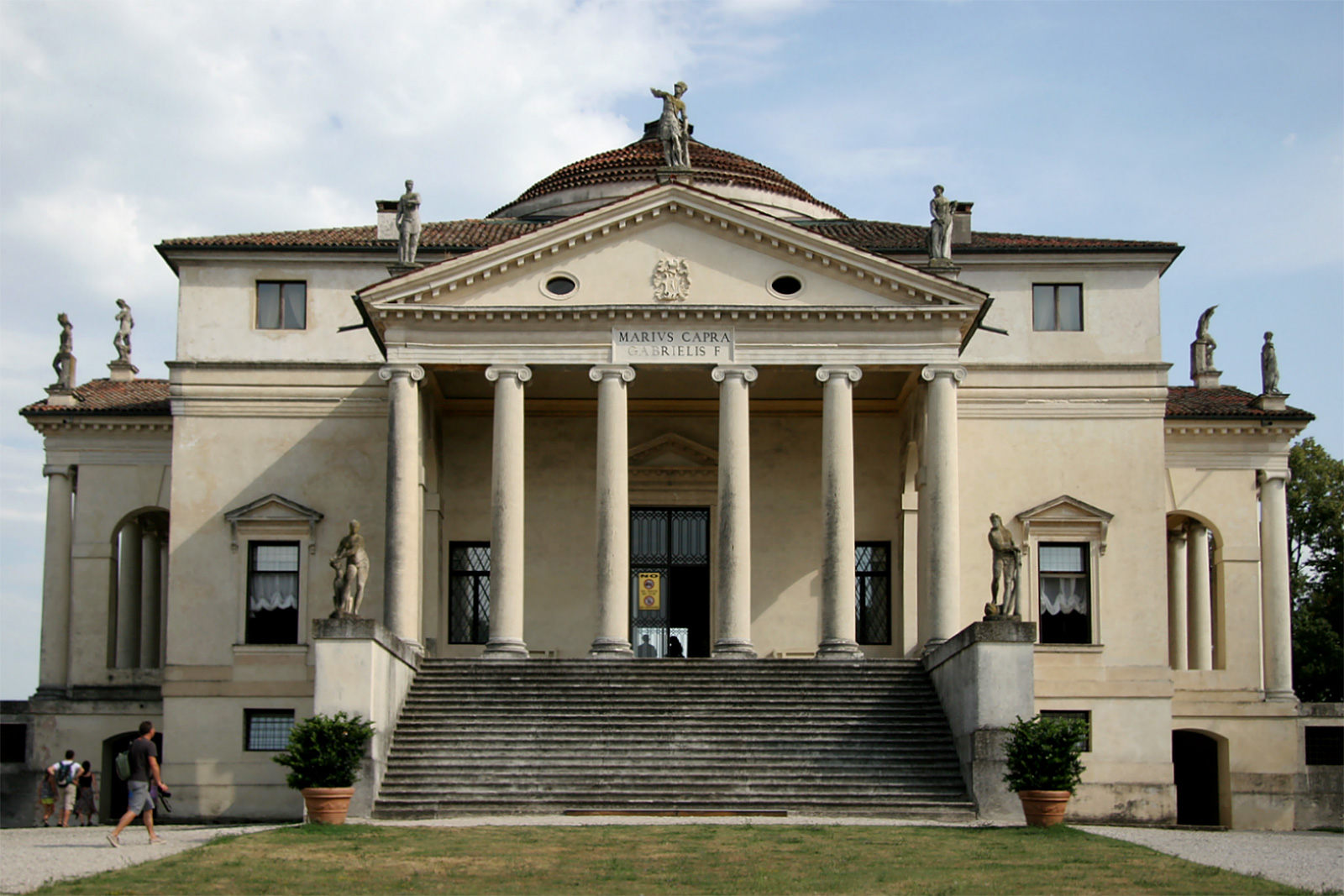
Portic renascentist al Vilei Rotonda (Vicenza, Veneto, Italia)
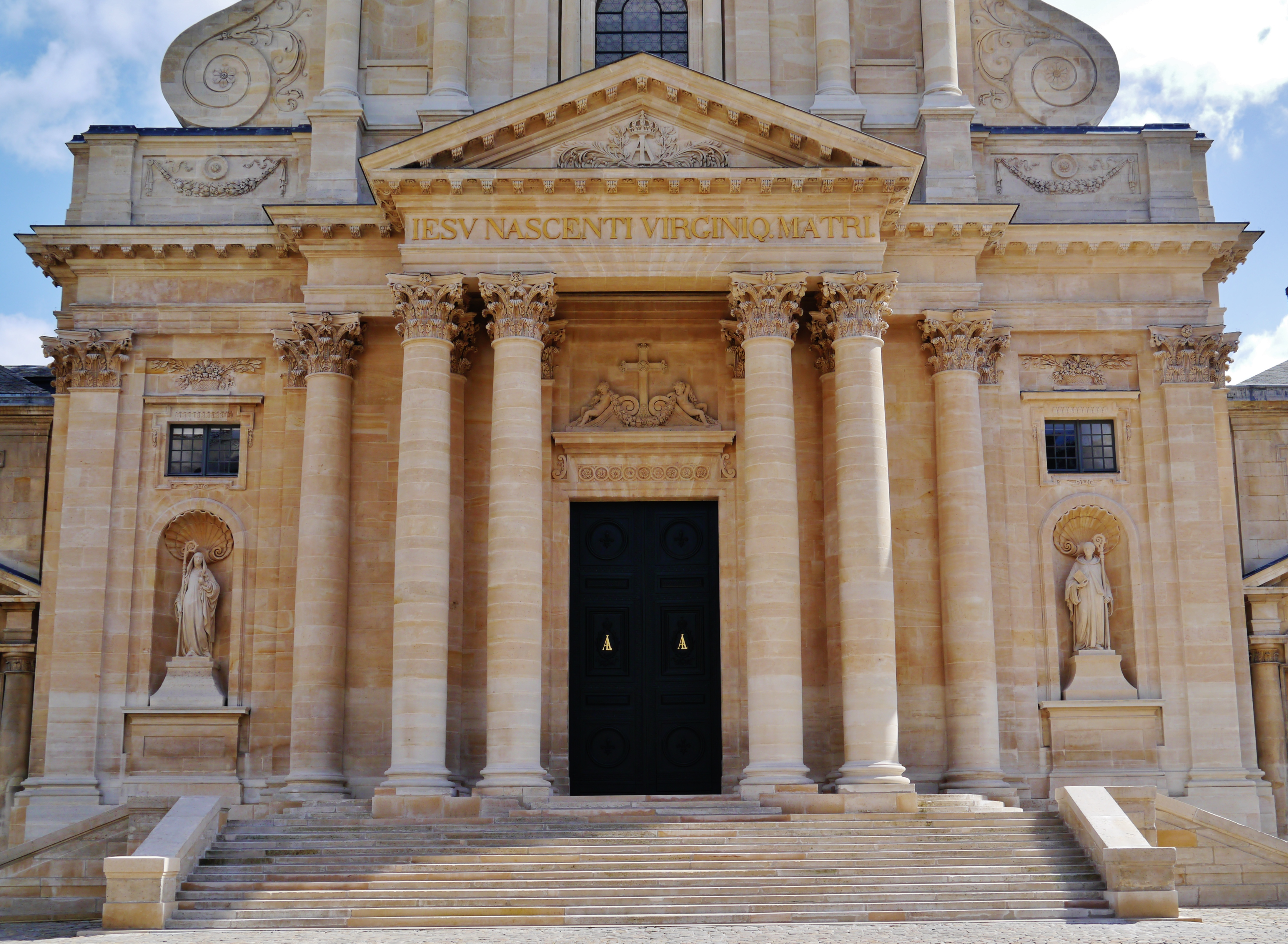
Portic baroc al Bisericii Val-de-Grâce (Paris)
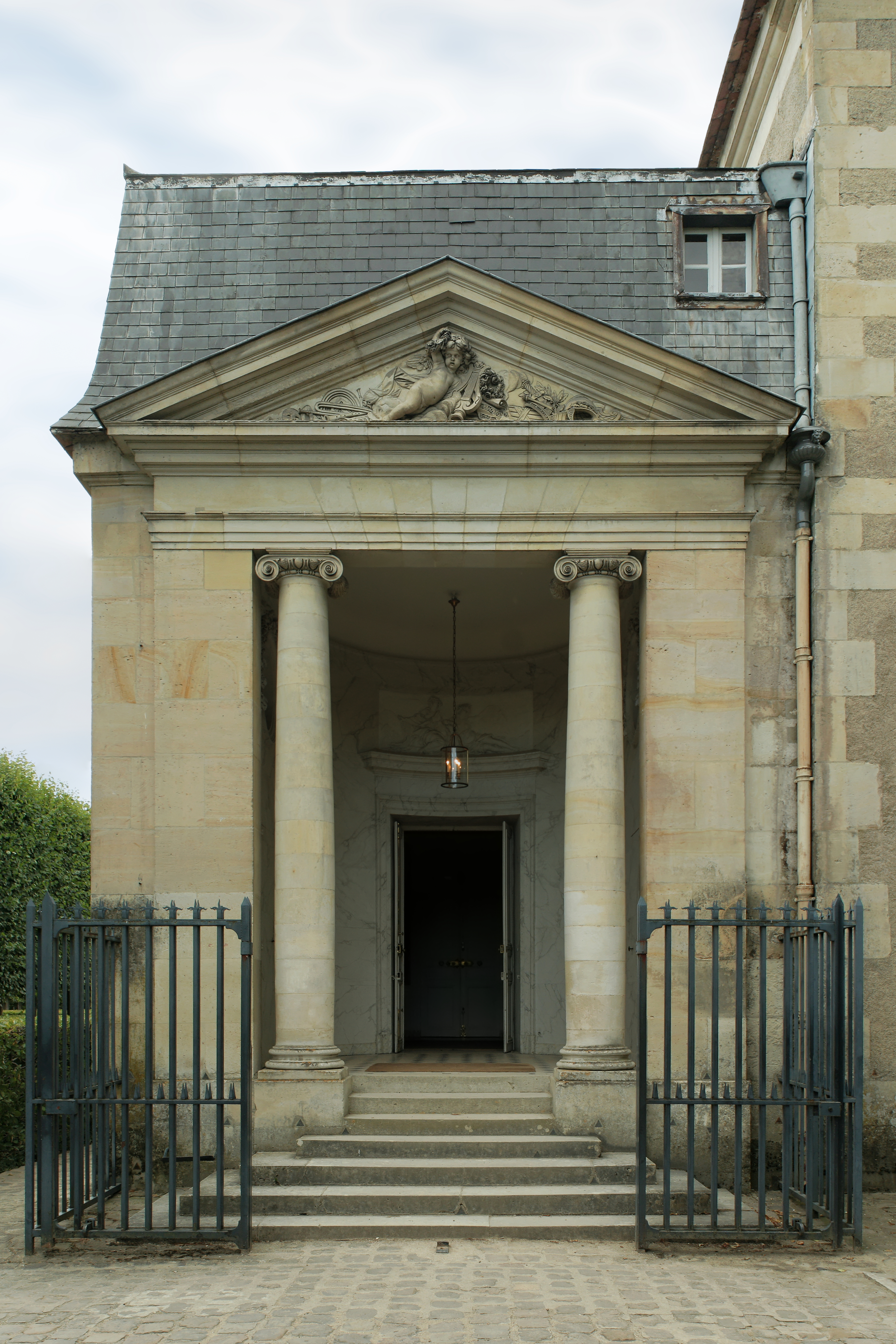
Portic în stilul Ludovic al XVI-lea al Théâtre de la reine, parte a Micului Trianon (Franța)
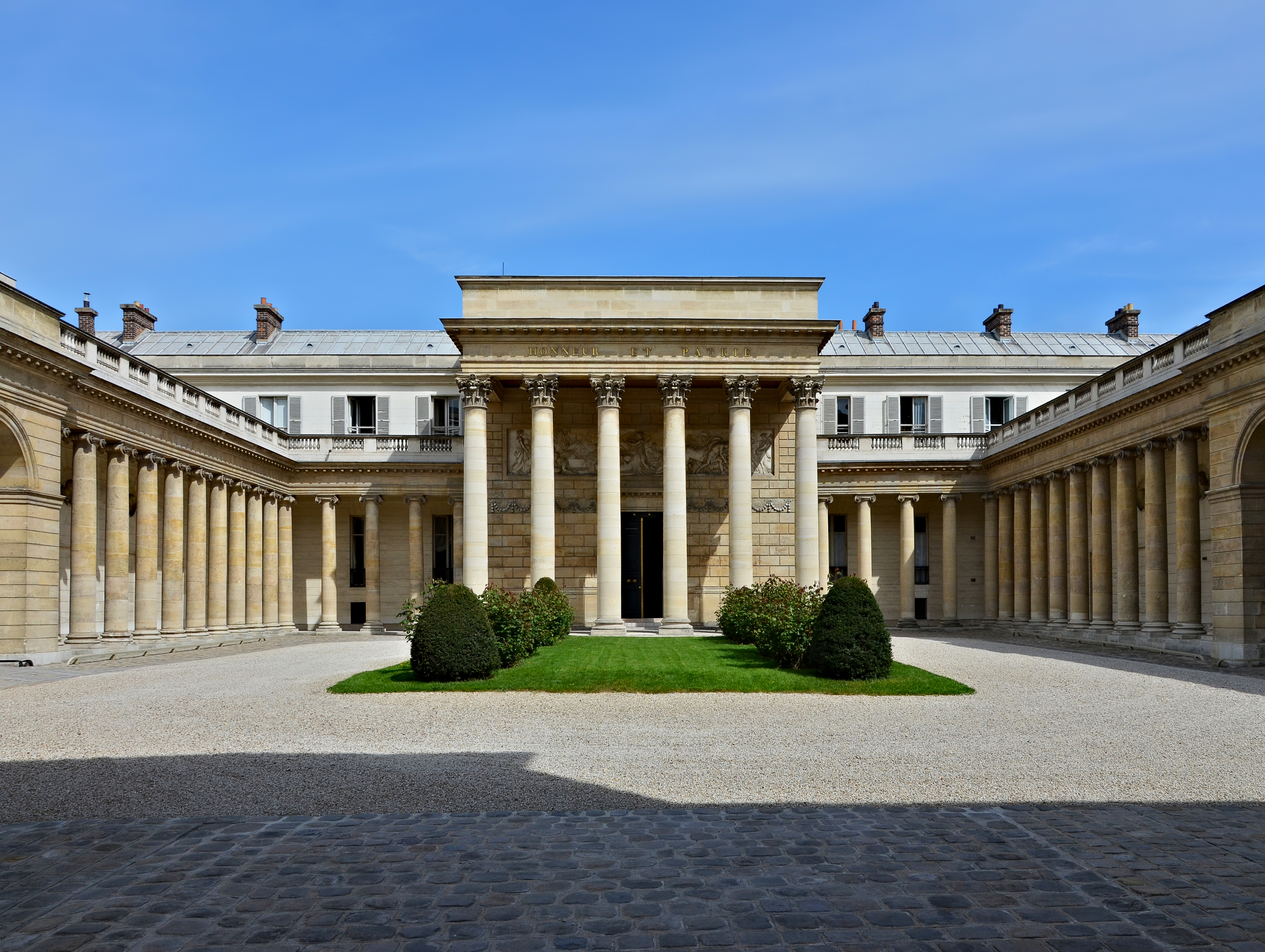
Portic neoclasic al Palais de la Légion d'Honneur (Paris)
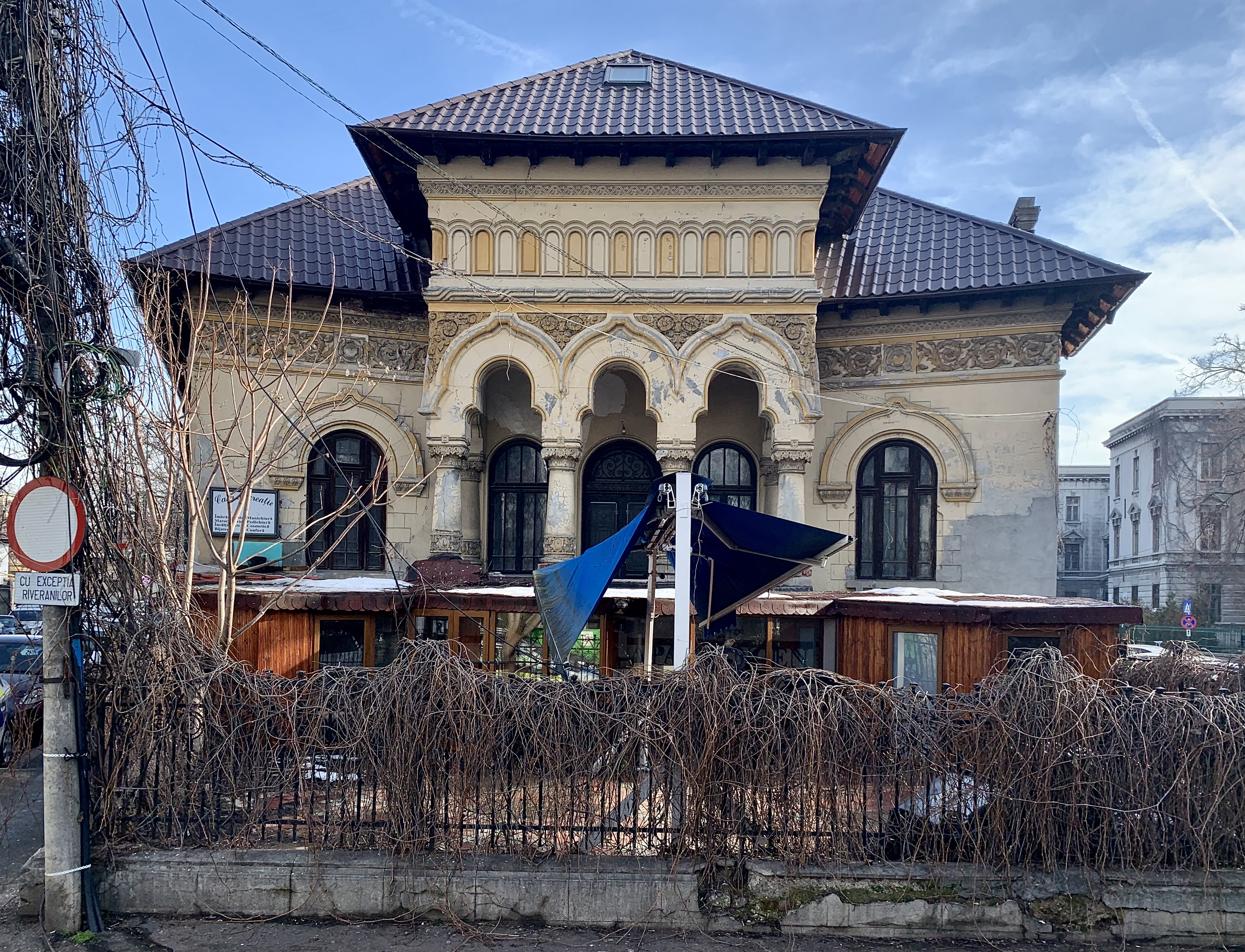
Portic neoromâneasc al Casei Ștefan Lilovici (București)